# Арайя, Уго
Уго Эдуардо Арайя Тобар (исп. Hugo Eduardo Araya Tobar; род. 26 декабря 2000, Сан-Висенте-де-Тагуа-Тагуа, О’Хиггинс) — чилийский футболист, вратарь клуба «Кобрелоа».

## Клубная карьера
Арайя — воспитанник клуба «Кобрелоа». В 2018 году игрок был включён в заявку клуба на сезон. 2 июня 2019 года в матче против «Депортес Санта-Крус» он дебютировал в чилийской Примере B. В 2023 году Уго помог команде выйти в элиту. 19 февраля 2024 года в матче против «Уачипато» он дебютировал в чилийской Примере.

## Международная карьера
В 2017 году в составе юношеской сборной Чили принял участие в домашнем юношеском чемпионате Южной Америки. На турнире он был запасным и на поле не вышел. В том же году Уго принял участие в юношеском чемпионате мира в Индии. На турнире он был запасным и на поле не вышел.